# Enigma-Patente

Markenschild der Enigma

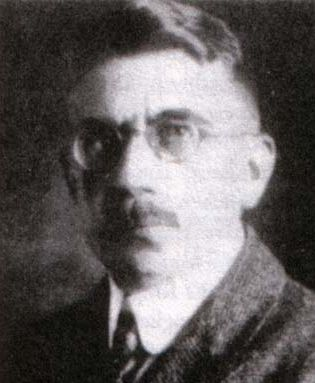
Arthur Scherbius (1878–1929) erhielt am 23. Februar 1918 sein erstes Patent zur Enigma (Foto 1913).

Als Enigma-Patente werden die Patente bezeichnet, die im Zusammenhang mit der während des Ersten Weltkriegs erfundenen Rotor-Schlüsselmaschine Enigma im Zeitraum von 1918 bis etwa 1930 entstanden sind. Nach der ersten und gleichzeitig grundlegenden Erfindungsmeldung des Deutschen Arthur Scherbius (Bild) mit dem Titel „Chiffrierapparat“, wofür ab dem 23. Februar 1918 das Patent unter der Nummer DE 416 219 erteilt wurde, folgten viele weitere Anmeldungen von in- und ausländischen Erfindern, deren Ideen mehr oder weniger stark in die unterschiedlichen Enigma-Modelle einflossen. Patenterteilungen hierzu gab es außer im Deutschen Reich auch in den Niederlanden, dem Vereinigten Königreich, Frankreich, der Schweiz und in den Vereinigten Staaten. Nachdem die Enigma ab 1926 zunächst von der Reichsmarine und zwei Jahre später auch vom deutschen Heer versuchsweise eingesetzt wurde, verschwand sie daraufhin vom zivilen Markt. Aufgrund ihrer wichtigen militärischen Bedeutung zur Verschlüsselung des geheimen Nachrichtenverkehrs der Reichswehr und später der Wehrmacht erfolgten nach 1930 keine weiteren offenen Patentanmeldungen mehr. Es ist aber davon auszugehen, dass es eine Reihe von Geheimpatenten gibt, mit der die unten unter Weblinks angegebene Liste der Enigma-Patente vervollständigt werden könnte.

## DE 416 219 „Chiffrierapparat“ vom 23.Februar 1918

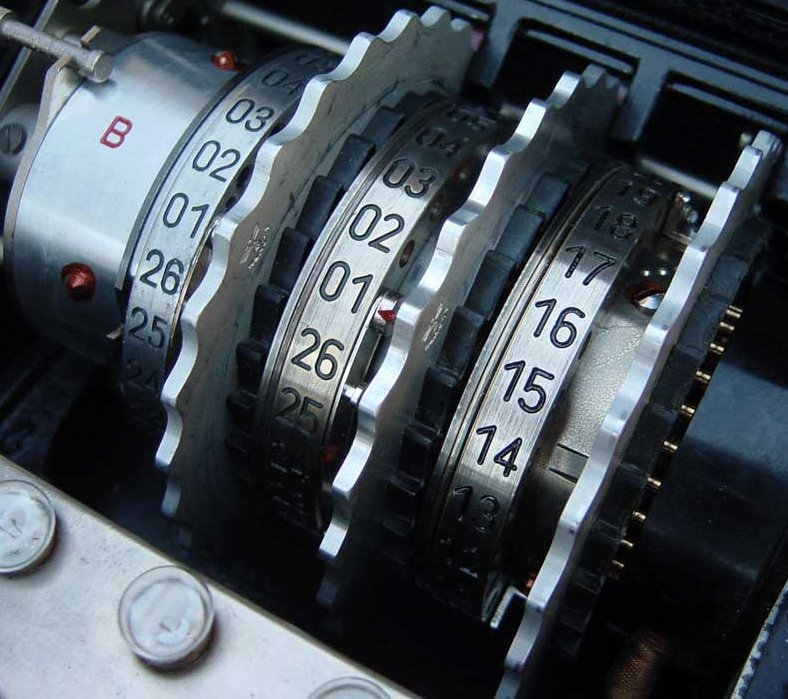
Die Enigma I der Wehrmacht enthielt noch 1945 drei rotierende Walzen, so wie es Scherbius in seinem ersten Enigma-Patent bereits 1918 beschrieben hatte.

Der Erfinder Arthur Scherbius beschreibt noch während der Zeit des Ersten Weltkriegs in seinem grundlegenden Patent bereits mehrere wesentliche Elemente eines „Chiffrierapparates“, der ein Viertel Jahrhundert später im Zweiten Weltkrieg als „Schlüsselmaschine Enigma“ eine so bedeutende Rolle spielen sollte. Sein erster Patentanspruch beschreibt bewegliche „Zwischenleitungsträger“ (auch „Leitungszwischenträger“ genannt), dadurch gekennzeichnet, dass sie sich an festen Kontaktstellen „vorbeibewegen lassen“. Als eine besondere Ausführungsform wird erläutert, dass die Zwischenleitungsträger die „Form eines Zylinders (Walze)“ haben können. Die hier im Jahr 1918 vorgeschlagene Ausführungsform von mit elektrischen Kontakten versehenen beweglichen Rotoren findet sich praktisch unverändert bei den bis 1945 eingesetzten und teilweise noch darüber hinaus bis in die 1970er-Jahre genutzten Enigma-Maschinen wieder.
Der zweite Patentanspruch handelt davon, dass die Weiterdrehung der Walzen „nach Größe, Richtung und zeitlicher Aufeinanderfolge unregelmäßig erfolgt“. Als Ausführungsbeispiel schlägt Scherbius hierzu ein Getriebe vor, mit dessen Hilfe die einzelnen Walzen unterschiedlich weitergeschaltet werden können. Im Beschreibungstext seines Patentes schlägt der Erfinder vor: „Um die Zahl der Schlüssel zu vermehren, werden zweckmäßig mehrere Leitungszwischenträger hintereinandergeschaltet“. Er illustriert seine Idee anhand von drei rotierenden Walzen, wie sie die Wehrmacht noch 1945 bei ihrer Enigma I benutzte. Darüber hinaus erwähnt Arthur Scherbius in diesem grundlegenden Patent sogar schon zehn Walzen und die (bereits ohne Austauschen der Walzen) daraus resultierenden rund 100 Billionen Schlüssel.
Diese beiden kryptographisch starken Konstruktionsmerkmale (Verwendung „vieler“ Walzen und unregelmäßige Weiterdrehung) fanden jedoch niemals Eingang in die tatsächlich realisierte Enigma. Diese begnügten sich mit drei oder höchstens vier Walzen und verwendeten eine regelmäßige Walzenfortschaltung ohne Getriebe. Der Gründungspräsident des Bundesamts für Sicherheit in der Informationstechnik (BSI), der promovierte Mathematiker und Kryptologe Otto Leiberich kommentierte diesen kryptographischen Fehler und meinte, mit vier Walzen „und mit einem ungleichförmigen Antrieb wäre die Enigma nie entziffert worden“.
Umgesetzt wurde hingegen ein anderer kryptographisch eher schwacher Unteranspruch, nämlich, dass „jeder hintere Zwischenleitungsträger immer dann um eine Kontaktstelle weiterrückt, wenn der vorliegende Zwischenleitungsträger eine volle Umdrehung gemacht hat“.

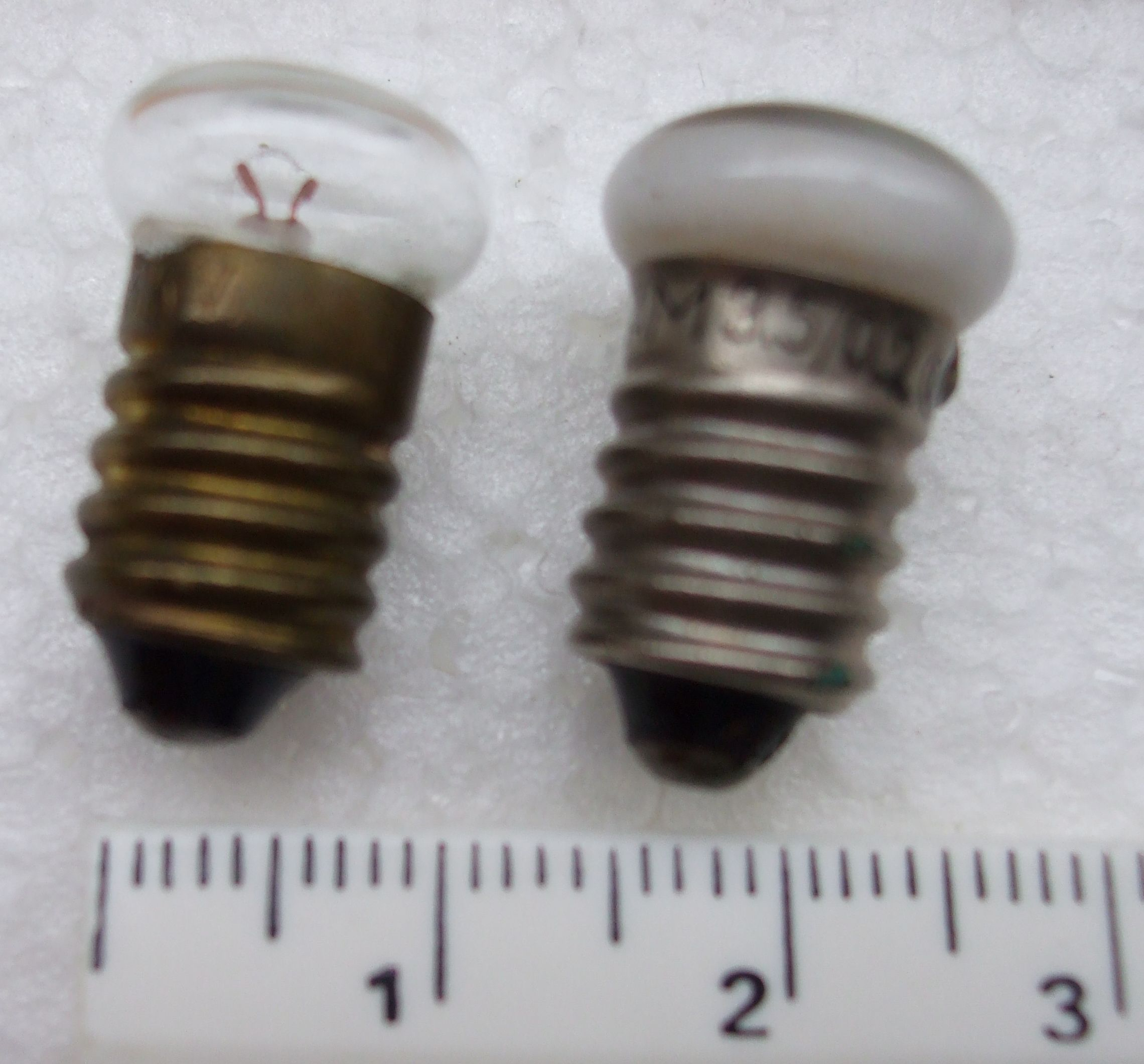
Typische Glühlämpchen, wie sie damals genutzt wurden.

Zur Umstellung zwischen Chiffrieren und Dechiffrieren hatte Scherbius im vorletzten Unteranspruch einen Umschalter vorgesehen. Diese Lösung wurde jedoch nur bei den allerersten Enigma-Modellen, wie bei den Probemaschinen (1918), der Handelsmaschine (1923) und der Schreibenden Enigma (1924) verwendet, bis 1923 die Umkehrwalze (UKW) erfunden und 1926 zum Patent angemeldet wurde (siehe unten). Die UKW machte den Umschalter entbehrlich.
Der letzte Unteranspruch nennt die Verwendung von „Glühlampen“ (Bild) zur Anzeige, die bereits 1918 mit den Probemaschinen realisiert wurde. Die „schreibenden Chiffriermaschinen“, die, ähnlich wie eine Schreibmaschine den Text mithilfe von Typenhebeln beziehungsweise Typenrad auf Papier brachten, wurden ab 1919 bis 1929 in mehreren Modellen entwickelt. Dazu gehörten die Handelsmaschine (1923), die Schreibende Enigma (1924) und zuletzt die Enigma-H (1929), die von der Reichswehr als Enigma II bezeichnet wurde. Mit den deutlich leichteren und kompakteren, hauptsächlich für den militärischen Einsatz gedachten „Glühlampenmaschinen“, wie die Modelle A (1924), B (1924), C (1925), D (1926), K (1927), Z (1930), Enigma I (1930), G (1931), M1 (1934), M2 (1938), M3 (1939), M4 (1941), T (1942) und KD (1944) wurde die Entwicklung von Scherbius’ erster Chiffriermaschine fortgesetzt.

## US 1 657 411 „Ciphering Machine“ vom 6. Februar 1923

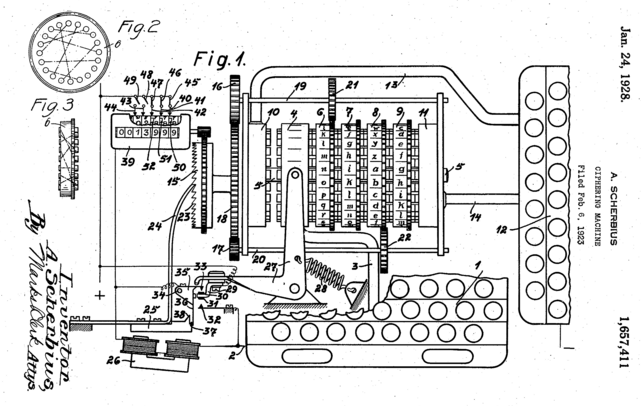
Zeichnung aus dem

## DE 452 194 „Elektrische Vorrichtung zum Chiffrieren und Dechiffrieren“ vom 21.März 1926

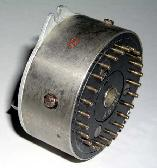
Die Umkehrwalze hat nur Kontakte auf einer Seite und verursacht die kryptographische Hauptschwäche der Enigma.

Willi Korn (1893–1972) erfand 1926 die Umkehrwalze und erreichte dadurch, dass das Schlüsselverfahren involutorisch wurde. Das heißt, wenn bei einer bestimmten Stellung der Walzen ein U in ein X verschlüsselt wird, dann wird bei dieser Stellung auch ein X in ein U verschlüsselt. So vereinfachte er Bedienung und Konstruktion der Maschine, denn man muss nicht mehr zwischen Verschlüsselung und Entschlüsselung unterscheiden. Darüber hinaus erhoffte er sich auch eine Steigerung der Sicherheit, denn der Strom durchfließt die Walzen ja nun zweimal. „Durch diesen Rückgang des Stromes durch den Chiffrierwalzensatz findet eine weitere Verwürfelung statt. Infolge dieser Anordnung ist es möglich, mit verhältnismäßig wenig Chiffrierwalzen auszukommen und trotzdem eine große Chiffriersicherheit aufrechtzuerhalten.“, erläutert Korn die Vorteile seiner Umkehrwalze in der Patentschrift. Dies war jedoch ein Trugschluss mit weitreichenden Konsequenzen, der es den Kryptoanalytikern in Bletchley Park einfacher machte die Verschlüsselung zu brechen.

### Übersicht
- Enigma Patents, Enigma-Patente im Crypto Museum, englisch
- Enigma Timeline, Chronologie der Enigma-Patente im Crypto Museum, englisch
- A survey on early Enigma related patents and documents, Übersicht über Patente mit Bezug zur Enigma, englisch

### N. V. „Securitas“ in Amsterdam
- DE383594 Chiffriermaschine; patentiert im Deutschen Reiche vom 12. Februar 1922 ab (PDF; 504 kB) ausgegeben am 15. Oktober 1923; Antragsteller: Naamlooze Vennootschap Ingenieursbureau „Securitas“ in Amsterdam;
- DE385682 Chiffriermaschine; Patentantrag eingereicht am 10. Mai 1922 (PDF; 495 kB) ausgegeben am 27. November 1923; Antragsteller: Naamlooze Vennootschap Ingenieursbureau „Securitas“ in Amsterdam; Patentiert im Deutschen Reiche 10. Mai 1922 ab
- DE400795 Chiffriermaschine; Patentantrag eingereicht am 18. August 1923 (PDF; 181 kB) ausgegeben am 19. August 1924; Antragsteller: Naamlooze Vennootschap Ingenieursbureau „Securitas“ in Amsterdam; Patentiert im Deutschen Reiche 18. August 1923 ab
- DE411126 Chiffriermaschine; ausgegeben 24. März 1925 (PDF; 256 kB) Antragsteller: Firma Naamlooze Vennootschap Ingenieursbureau „Securitas“ in Amsterdam; Von dem Patentsucher ist als der Erfinder angegeben: Paul Bernstein in Charlottenburg. Patentiert im Deutschen Reiche vom 18. August 1923 ab.

### Gewerkschaft Securitas in Berlin
- DE409301 Chiffriermaschine; ausgegeben am 15. Juli 1926 (PDF; 557 kB); Antragsteller: Gewerkschaft Securitas in Berlin; Patentiert im Deutschen Reiche vom 20. September 1921 ab.
- DE416219 Chiffrierapparat; ausgegeben 8. Juli 1925; (PDF; 339 kB) Antragsteller Gewerkschaft Securitas in Berlin; Patentiert im Deutschen Reiche vom 23. Februar 1918 ab
- DE416833 Chiffrierapparat; Zusatz zum Patent 416219. Ausgegeben am 27. Juli 1925 (PDF; 87 kB) Antragsteller: Gewerkschaft Securitas in Berlin; Patentiert im Deutschen Reiche vom 2. Juni 1918 ab. Längste Dauer 22. Februar 1936!

### Chiffriermaschinen Akt.-Ges. in Berlin
- DE425147 Chiffriermaschine; Patentantrag eingereicht am 26. September 1920 (PDF; 768 kB) ausgegeben am 13. Februar 1926; Antragsteller Chiffriermaschinen-Aktiengesellschaft in Berlin;
- DE412582 Blockierung von Chiffrierelementen bei Chiffriermaschinen; ausgegeben am 23. April 1925 (PDF; 230 kB) Antragsteller: Chiffriermaschinen Akt.-Ges. in Berlin; Patentiert im Deutschen Reiche vom 25. März 1924 1923 ab
- DE425566 Elektrische Chiffrier- und Dechiffriermaschine; ausgegeben am 22. Februar 1926 (PDF; 277 kB) Antragsteller: Chiffriermaschinen Akt.-Ges. in Berlin; Von dem Patentsucher ist als der Erfinder angegeben: Paul Bernstein in Charlottenburg. Patentiert im Deutschen Reiche vom 28. Februar 1924 ab
- DE429122 Chiffriermaschine mit einer Mehrzahl von die Vertauschung der Zeichen bewirkenden Chiffrierwalzen; ausgegeben 21. Mai 1926 (PDF; 369 kB) Antragsteller: Chiffriermaschinen Aktiengesellschaft in Berlin; Von dem Patentsucher ist als der Erfinder angegeben: Paul Bernstein in Charlottenburg. Patentiert im Deutschen Reiche vom 26. März 1924 ab
- DE452194 Elektrische Vorrichtung zum Chiffrieren und dechiffrieren; ausgegeben 14. November 1928 (PDF; 413 kB) Antragsteller: Chiffriermaschinen Akt.-Ges. in Berlin; Von dem Patentsucher ist als der Erfinder angegeben: Willi Korn; Patentiert im Deutschen Reiche vom 21. März 1926 ab
- DE454392 Schaltungseinrichtung für Chiffrier- und Dechiffriermaschinen; Bekanntmachung über die Erteilung des Patents 15. Dezember 1927 (PDF; 145 kB) ausgegeben 24. Juli 1928; Antragsteller: Chiffriermaschinen Akt. -Ges. in Berlin; Patentiert im Deutschen Reiche vom 30. Januar 1924 ab
- DE460457 Chiffriervorrichtung zur Verwendung bei Chiffriermaschinen; Bekanntmachung über die Erteilung des Patents 10. Mai 1928 (PDF; 437 kB) ausgegeben 1. Juni 1929; Antragsteller: Chiffriermaschinen Akt. -Ges. in Berlin; Von dem Patentsucher ist als der Erfinder angegeben: Willi Korn in Berlin-Friedenau; Patentiert im Deutschen Reiche vom 11. März 1926 ab
- DE541702 Einrichtung für elektrische Chiffrierschreibmaschinen; Bekanntmachung über die Erteilung des Patents 24. Dezember 1931 (PDF; 516 kB) ausgegeben 15. Januar 1932; Antragsteller: Chiffriermaschinen Akt.-Ges. in Berlin; Von dem Patentsucher sind als die Erfinder angegeben worden: Dr. Arthur Scherbius in Berlin-Wannsee und Willi Korn in Berlin-Friedenau; Patentiert im Deutschen Reiche vom 30. Januar 1929 ab
- DE550796 Umschaltvorrichtung für elektrische Chiffrier- und Dechiffriermaschinen; Bekanntmachung über die Erteilung des Patents 28. April 1932 (PDF; 376 kB) ausgegeben 20. Mai 1932 Antragsteller: Chiffriermaschinen-Akt.-Ges. in Berlin; Von dem Patentsucher ist als Erfinder angegeben worden: Willi Korn in Berlin-Friedenau; Patentiert im Deutschen Reiche vom 3. Februar 1929 ab
- DE554421 Elektrische Chiffriervorrichtung; Tag der Bekanntmachung über die Erteilung des Patents 23. Juni 1932 (PDF; 361 kB) ausgegeben 8. Juli 1932; Antragsteller: Chiffriermaschinen Akt.-Ges. in Berlin; Patentiert im Deutschen Reiche vom 31. Januar 1928 ab
- DE534947 Elektrische Chiffrier- und Dechiffriervorrichtung; Tag der Bekanntmachung über die Erteilung des Patents 17. September 1931 (PDF; 629 kB) ausgegeben 6. Oktober 1931; Antragsteller: Chiffriermaschinen-Akt.-Ges. in Berlin. Von dem Patentsucher ist als Erfinder angegeben worden: Willy Korn, Berlin-Spandau. Patentiert im Deutschen Reiche vom 9. November 1928 ab. Die Priorität der Schaustellung auf der am 7. September 1928 eröffneten Internationalen 6. Büroausstellung Berlin ist in Anspruch genommen.
- DE579555 Chiffriervorrichtung mit Chiffrierwalzen; Tag der Bekanntmachung über die Erteilung des Patents 8. Juni 1933 (PDF; 502 kB) ausgegeben 3. Juli 1933; Antragsteller: Chiffriermaschinen Akt.-Ges. in Berlin; (Der von dem Patentsucher als Erfinder angegebene Name wurde entfernt). Patentiert im Deutschen Reiche vom 17. November 1928 ab. Die Priorität der Schaustellung auf der am 7. September 1928 eröffneten Internationalen 6. Büroausstellung Berlin ist in Anspruch genommen.

### Patente im Ausland
- Brevet No. FR561910 XVIII Abteilung Büroartikel. 2. Appareils à Copier, Ecrire et Reproduire, Relire; II. Machine Chiffreuse. (PDF; 389 kB) Patentantrag eingereicht 7. Februar 1923, Veröffentlicht 30. Oktober 1923; Antragsteller: Naamlooze Vennootschap Ingenieursbureau „Securitas“ wohnhaft in den Niederlanden; Nach dem in Deutschland hinterlegten Patent. Abgestempelt vom Patentamt 13. Dezember 1923.
- GB193035 (Übereinstimmend mit Deutschland 11. Februar 1922) Ciphering Machine; (PDF; 567 kB) Tag der Beantragung 3. Februar 1923, (Rechtsanwälte Marks & Clerk) gewährt 3. Juli 1924; Antragsteller: Naamlooze Vennootschap Ingenieursbureau Securitas of No. 656 Prinsengracht Amsterdam. Die Wiedergabe der Zeichnungen erfolgt in Original-Größe.
- GB231502 Improvement in Ciphering Machine having a Plurality of Ciphering Rollers for Effecting Substitution of the Signs; Convention Date (Germany) March 25, 1924. (PDF; 561 kB) Patentantrag (Application No. 8027/25), date: 25 March 1926, erteilt (granted) 29 October 1926; Antragsteller: (Applicant) Chiffriermaschinen Aktiengesellschaft, of Steglitzerstr. 2, Berlin W35;
- GB267472 Improvement in and relating to Ciphering Machines; Convention Date (Germany) March 10, 1926 (PDF; 475 kB) Application date (U.K.) 17 January 1927, No. 1385/27. granted 11. August 1927; Applicant Chiffriermaschinen Aktiengesellschaft, of Steglitzerstrasse 2, Berlin W35;
- GB343146 Improvement in Coding Machines; Convention Date (Germany) No. 16, 1928. (PDF; 633 kB) Application date (U.K.) 14. November 1929, No. 34,841/29. Completely accepted 16 February 1931; Applicant Chiffriermaschinen Aktiengesellschaft, of Steglitzerstrasse 2, Berlin, W35;
- US1556964 Electric Ciphering Apparatus; Application date 20. April 1922 (PDF; 468 kB), granted 13 October 1925; Applicant: Arthur Scherbius of Berlin, Germany, Assignor (=Zedent) to the Firma Gewerkschaft Securitas of Berlin, Germany A Company of Germany;
- US1584660 Ciphering device; Application date 7 December 1922 (PDF; 719 kB), granted 11 May 1926: Applicant: Arthur Scherbius, of Berlin-Wilmersdorf, Germany, Assignor (=Zedent) to the Naamlooze Vennootschap Ingenieursbureau Securitas of Amsterdam;
- US1657411 Ciphering Machine; Application date 6 February 1923 (PDF; 718 kB), granted 24 January 1928; Applicant: Arthur Scherbius of Berlin-Wilmersdorf, Germany, Assignor (=Zedent) by Mesne Assignments to Chiffriermaschinen Aktiengesellschaft, of Berlin, Germany; A Corporation of Germany;
- US1733886 Device for Coding and Decoding. Application 21 May 1926 and in Germany 20 March 1926 (PDF; 728 kB). Granted 29 October 1926. Applicant Willi Korn of Berlin-Friedenau, Germany
- US1777425 Electric Cypher Writing Machine. Application date 25 March 1926, application in Germany 25 March 1924 (PDF; 596 kB). granted 7 October 1930. Applicant: Paul Bernstein of Berlin-Charlottenburg, Germany, Assignor (=Zedent) to the firm Chiffriermaschinen Aktiengesellschaft, of Berlin, Germany.
- US1905593 Coding Machine. 5 claims Application date 12. November 1929 and in Germany 16. November 1928 (PDF; 487 kB). Granted 25 April 1933. Applicant: Willi Korn of Berlin-Friedenau, Germany.
- US1938028 Electrical coding and decoding Device. 7 claims (CL36-13) Application date 5. November 1929 and in Germany 8. November 1928 (PDF; 755 kB). Granted 5 December 1933. Applicant: Willi Korn of Berlin-Friedenau, Germany, Assignor (=Zedent) to the firm Chiffriermaschinen Aktiengesellschaft, of Berlin, Germany.